# Saint-Germain-Laxis
Saint-Germain-Laxis és un municipi francès, situat al departament de Sena i Marne i a la regió de Illa de França. L'any 2007 tenia 537 habitants.
Forma part del cantó de Melun, del districte de Melun i de la Comunitat d'aglomeració Melun Val de Seine.

## Demografia

### Població
El 2007 la població de fet de Saint-Germain-Laxis era de 537 persones. Hi havia 178 famílies, de les quals 32 eren unipersonals (12 homes vivint sols i 20 dones vivint soles), 41 parelles sense fills, 89 parelles amb fills i 16 famílies monoparentals amb fills.
La població ha evolucionat segons el següent gràfic:
Habitants censats

### Habitatges
El 2007 hi havia 200 habitatges, 182 eren l'habitatge principal de la família, 2 eren segones residències i 17 estaven desocupats. 189 eren cases i 8 eren apartaments. Dels 182 habitatges principals, 153 estaven ocupats pels seus propietaris, 24 estaven llogats i ocupats pels llogaters i 4 estaven cedits a títol gratuït; 10 tenien dues cambres, 25 en tenien tres, 33 en tenien quatre i 113 en tenien cinc o més. 146 habitatges disposaven pel capbaix d'una plaça de pàrquing. A 66 habitatges hi havia un automòbil i a 105 n'hi havia dos o més.

### Piràmide de població
La piràmide de població per edats i sexe el 2009 era:
| Homes | Edats   | Dones |
| ----- | ------- | ----- |
| 0     | 95 o +  | 0     |
| 0     | 90 a 94 | 0     |
| 0     | 85 a 89 | 0     |
| 0     | 80 a 84 | 0     |
| 8     | 75 a 79 | 4     |
| 8     | 70 a 74 | 16    |
| 4     | 65 a 69 | 0     |
| 8     | 60 a 64 | 4     |
| 0     | 55 a 59 | 12    |
| 44    | 50 a 54 | 20    |
| 8     | 45 a 49 | 16    |
| 8     | 40 a 44 | 12    |
| 32    | 35 a 39 | 12    |
| 24    | 30 a 34 | 40    |
| 24    | 25 a 29 | 8     |
| 16    | 20 a 24 | 8     |
| 24    | 15 a 19 | 16    |
| 28    | 10 a 14 | 4     |
| 28    | 5 a 9   | 28    |
| 20    | 0 a 4   | 16    |

## Economia
El 2007 la població en edat de treballar era de 382 persones, 267 eren actives i 115 eren inactives. De les 267 persones actives 252 estaven ocupades (141 homes i 111 dones) i 15 estaven aturades (6 homes i 9 dones). De les 115 persones inactives 23 estaven jubilades, 50 estaven estudiant i 42 estaven classificades com a «altres inactius».

### Ingressos
El 2009 a Saint-Germain-Laxis hi havia 176 unitats fiscals que integraven 483 persones, la mediana anual d'ingressos fiscals per persona era de 22.635 €.

### Activitats econòmiques
Dels 24 establiments que hi havia el 2007, 1 era d'una empresa extractiva, 1 d'una empresa de fabricació de material elèctric, 3 d'empreses de fabricació d'altres productes industrials, 5 d'empreses de construcció, 6 d'empreses de comerç i reparació d'automòbils, 1 d'una empresa d'hostatgeria i restauració, 2 d'empreses immobiliàries i 5 d'empreses de serveis.
Dels 7 establiments de servei als particulars que hi havia el 2009, 3 eren tallers de reparació d'automòbils i de material agrícola, 1 fusteria, 2 electricistes i 1 restaurant.
L'any 2000 a Saint-Germain-Laxis hi havia 4 explotacions agrícoles que ocupaven un total de 596 hectàrees.

## Equipaments sanitaris i escolars
El 2009 hi havia una escola elemental integrada dins d'un grup escolar amb les comunes properes formant una escola dispersa.

## Poblacions més properes
El següent diagrama mostra les poblacions més properes.